# Eat (filme de Andy Warhol)
Eat é um filme estadunidense criado e dirigido por Andy Warhol. O filme tem 45 minutos de duração.
Este filme foi filmado em preto-e-branco, não possui trilha sonora, e é estrelado unicamente por Robert Indiana, um conceituado artista de pop art. O filme se concentra o tempo todo em Robert comendo um cogumelo. Há uma aparição do gato de Robert sobre seu ombro.